# Lista de jogos eletrônicos de Yu Yu Hakusho
A série de jogos de Yu Yu Hakusho é baseada no mangá homônimo escrito e ilustrado por Yoshihiro Togashi. Os jogos giram principalmente em torno do protagonista Yusuke Urameshi, um aluno do ensino médio delinquente que é morto ao tentar salvar um menino de ser atropelado por um carro. Yusuke é trazido de volta à vida e é imediatamente dada a tarefa de resolver casos envolvendo fantasmas e demônios no mundo humano.
Há um total de vinte e um jogos baseados em Yu Yu Hakusho, a maioria lançado apenas no Japão. Quando a série de anime foi ao ar na TV Tokyo no início de 1990, diversos jogos foram lançados para consoles de mesa e portáteis. Entre estes incluem jogos da Tomy lançados para Nintendo Game Boy, jogos da Namco para Super Famicom, jogos para consoles da Sega, e diversos jogos de plataforma. Em maio de 2003, na sequência da estreia do anime nos Estados Unidos, Atari adquiriu os direitos para distribuir novos jogos de Yu Yu Hakusho na América do Norte e mais regiões. A empresa publicou três jogos exclusivos para esses locais. Mais jogos exclusivos do Japão foram lançados pela Banpresto e Takara Tomy. Os jogos da série possuem vários gêneros diferentes, embora muitos tenham elementos de ação e luta em relação aos arcos da história do mangá.
Os jogos da franquia de Yu Yu Hakusho alcançaram sucesso comercial. Até dezembro de 2003, os jogos da série tinha acumulado US$273 milhões nas vendas do varejo. O jogo Yu Yu Hakusho Forever para PlayStation 2 também teve sucesso inicial nas paradas de vendas japonesas. No entanto, alguns jogos da franquia que foram lançados desde 2003, receberam críticas em sua maioria baixas a médias.

## Jogos
| Ano                                                             | Nome                                                                  | Plataforma                         | Publicado/Desenvolvido            |
| --------------------------------------------------------------- | --------------------------------------------------------------------- | ---------------------------------- | --------------------------------- |
| JP–1993                                                         | "Yu Yu Hakusho"                                                       | Game Boy                           | Tomy                              |
| JP–1993                                                         | "Yu Yu Hakusho Yamishōbu! Ankoku Bujutsu Kai"                         | PC Engine                          | Banpresto                         |
| JP–1993                                                         | "Yu Yu Hakusho: Bakuto Ankoku Bujutsu Kai"                            | Family Computer                    | Bandai/TOSE                       |
| JP–1993                                                         | "Yu Yu Hakusho Dai-Ni-Dan: Ankoku Bujutsu Kai Hen"                    | Game Boy                           | Tomy                              |
| JP–1993                                                         | "Yu Yu Hakusho"                                                       | Super Famicom                      | Namco                             |
| JP–1994                                                         | "Yu Yu Hakusho Gaiden MD"                                             | Mega Drive                         | Sega/Gau Entretenimento           |
| JP–1994                                                         | "Yū Yū Hakusho: Horobishi Mono no Gyakushū"                           | Sega Game Gear                     | Sega                              |
| JP–1994                                                         | "Yū Yū Hakusho Dai-San-Dan: Makai no Tobira"                          | Game Boy                           | Tomy                              |
| JP–1994                                                         | "Yū Yū Hakusho 2: Kakutō no Sho"                                      | Super Famicom                      | Namco                             |
| JP–1999                                                         | "Yu Yu Hakusho: makyo Tōitsusen"                                      | Mega Drive                         | Treasure/No Brasil TecToy         |
| JP–1994                                                         | "Yū Yū Hakusho II: Gekitou! Shichi Kyō no Tatakai"                    | Sega Game Gear                     | Sega                              |
| JP–1994                                                         | "Yū Yū Hakusho Dai-Yon-Dan: Makai Tōitsu Hen"                         | Game Boy                           | Tomy                              |
| JP–1994                                                         | "Yū Yū Hakusho: Tokubetsu Hen"                                        | Super Famicom                      | Namco                             |
| 23–1994                                                         | "Yū Yū Hakusho"                                                       | 3DO                                | Tomy/Hudson Soft                  |
| 24–1995                                                         | "Yū Yū Hakusho Final: Makai Saikyō Retsuden"                          | Super Famicom                      | Namco                             |
| AN–2005                                                         | "Yu Yu Hakusho: Spirit Detective"                                     | Game Boy Advance                   | Atari/Sensory Sweep Studios       |
| AN–2005                                                         | "Yu Yu Hakusho: Dark Tournament"                                      | Playstation 2                      | Atari/Digital Fiction             |
| AN–2005                                                         | "Yu Yu Hakusho: Tournament Tactics"                                   | Game Boy Advance                   | Atari/Sensory Sweep Studios       |
| JP–2005                                                         | "Yū Yū Hakusho Forever"                                               | Playstation 2                      | Banpresto                         |
| JP–2006                                                         | "Yū Yū Hakusho DS: Ankoku Bujutsu Kai Hen"                            | Nintendo DS                        | Takara Tomy                       |
| JP Setembro, 2006 (Arcade). 11 de Janeiro, 2007 (Playstation 2) | "The Battle of Yū Yū Hakusho: Shitō! Ankoku Bujutsu Kai"              | Arcade/Playstation 2               | Banpresto/Dimps                   |
| JP–2005                                                         | "Jump Super Stars (Apresenta alguns personagens de Yu Yu Hakusho)"    | Nintendo DS                        | Nintendo/Ganbarion                |
| 23–2006                                                         | "Jump Ultimate Stars (Apresenta alguns personagens de Yu Yu Hakusho)" | Nintendo DS                        | Nintendo/Ganbarion                |
| JP–2014                                                         | "J-Stars Victory VS (Apresenta alguns personagens de Yu Yu Hakusho)"  | Playstation 3 e 4/Playstation Vita | Namco Bandai Games/Spike Chunsoft |